# Al Kass International Cup de 2012
Al Kass International Cup de 2012, ou Al Kass U17 foi a primeira edição da Al Kass International Cup.

## Fase de grupos

### Grupo A
| Time            | Pts | J | V | E | D | GP | GS | SG |
| --------------- | --- | - | - | - | - | -- | -- | -- |
| Kashima Antlers | 0   | 0 | 0 | 0 | 0 | 0  | 0  | 0  |
| Juventus        | 0   | 0 | 0 | 0 | 0 | 0  | 0  | 0  |
| Aspire Qatar    | 0   | 0 | 0 | 0 | 0 | 0  | 0  | 0  |
| Al-Jazira       | 0   | 0 | 0 | 0 | 0 | 0  | 0  | -0 |

| 8 de janeiro | Kashima Antlers                             | 3 – 1 | Juventus              |  |
|              | Masaki Takada 36' · Takahiro Honda 63', 83' |       | Moncici Gabrielle 52' |  |

| 10 de janeiro | Kashima Antlers | 3 – 1 | Al-Jazira |  |
|               |                 |       |           |  |

| 10 de janeiro | Juventus | 2 – 1 | Aspire Qatar |  |
|               |          |       |              |  |

| 12 de janeiro | Aspire Qatar | 1 – 1 | Kashima Antlers |  |
|               |              |       |                 |  |

### Grupo B
| Time                | Pts | J | V | E | D | GP | GS | SG |
| ------------------- | --- | - | - | - | - | -- | -- | -- |
| Paris Saint-Germain | 0   | 0 | 0 | 0 | 0 | 0  | 0  | 0  |
| Barcelona           | 0   | 0 | 0 | 0 | 0 | 0  | 0  | 0  |
| Al-Ahly             | 0   | 0 | 0 | 0 | 0 | 0  | 0  | -0 |

### Grupo C
| Time                 | Pts | J | V | E | D | GP | GS | SG |
| -------------------- | --- | - | - | - | - | -- | -- | -- |
| Ajax                 | 4   | 2 | 1 | 1 | 0 | 5  | 1  | 4  |
| Vasco da Gama        | 4   | 2 | 1 | 1 | 0 | 5  | 2  | 3  |
| Aspire International | 0   | 1 | 0 | 0 | 1 | 1  | 4  | -3 |

| 9 de janeiro | Aspire International | 1 – 4 | Vasco da Gama                                                |  |
| 18:15        | Alassane Diallo 28'  |       | Wellington 8' · Lucas "Choco" 23' · Danilo 36' · Rodrigo 87' |  |

| 11 de janeiro | Vasco da Gama | 1 – 1 | Ajax           |  |
| 18:15         | Lauder 54'    |       | Sheraldo 45+2' |  |

| 13 de janeiro | Ajax | 4 – 0 | Aspire International |  |
| 18:15         |      |       |                      |  |

## Fase final

### Semifinais
| 15 de janeiro | Kashima Antlers | 1 – 5 | Paris Saint-Germain                          |  |
|               | Ren Otake 20'   |       | Mousa 18', 44', 51' · Ongenda Hervin 22', ?' |  |

| 15 de janeiro | Ajax | 1 – 4 | Juventus |  |
|               |      |       |          |  |

### Disputa do 3o Lugar
|  | Ajax | 1 – 0 | Kashima Antlers |  |
|  |      |       |                 |  |

### Final
| 17 de janeiro | Juventus | 0(4) – 0(5) | PSG |  |
| 17:30         |          |             |     |  |

## Premiação

### Artilheiro
- Alassane Diallo (Aspire Int’l) - 5 gols

### Troféu Fair Play
- Vasco da Gama[3]